# Cassius (canción)
«Cassius» es el segundo sencillo del álbum Antidotes por Foals. Es su quinto sencillo en total hasta la fecha. Fue lanzado como descarga digital el 18 de febrero de 2008 y en CD y vinilo el 10 de marzo de 2008. 
En una entrevista en video con NME, el cantante Yannis Philippakis declaró que la pista era «la canción más directa en el álbum. Está tratando de lidiar con alguien tener dos caras o, incluso hasta el extremo, a alguien que tiene una personalidad dividida. La razón por eso se llama Cassius - Cassius Clay, que se convirtió en Muhammad Ali, es casi como si hubiera dos personas en una y  Casio, el conspirador que instigó el asesinato de Julio César, que es un símbolo muy literal de ser de dos caras».
El video fue dirigido por Dave Ma y muestra a la banda tocando con corazones colgantes y píldoras. 
«Cassius» alcanzó el puesto número 26 en la lista UK Singles Chart y es la segunda más alta de charts de la canción después de «My Number». La canción fue número 45 en la lista de las 100 mejores canciones de 2008 de la revista Rolling Stone.

## Lista de canciones
Descarga digital

| N.º | Título    | Duración |  |
| 1.  | «Cassius» | 3:50     |  |

Digital EP

| N.º | Título                            | Duración |  |
| 1.  | «Cassius»                         | 3:50     |  |
| 2.  | «Cassius» (XFM session)           | 3:27     |  |
| 3.  | «Cassius» (Keiran Hebden version) | 11:01    |  |
| 4.  | «Cassius» (Tensnake remix)        | 8:09     |  |

CD single

| N.º | Título                            | Duración |  |
| 1.  | «Cassius»                         | 3:50     |  |
| 2.  | «Cassius» (Keiran Hebden version) | 11:01    |  |

Sencillo de 7"

| N.º | Título        | Duración |  |
| 1.  | «Cassius»     | 3:50     |  |
| 2.  | «The Chronic» | 4:57     |  |

Sencillo de 7"

| N.º | Título           | Duración |  |
| 1.  | «Cassius»        | 3:50     |  |
| 2.  | «A Song for You» | 4:10     |  |